# Präsidentschaftswahl in Chile 1938
Die Präsidentschaftswahlen in Chile im Jahr fanden am 30. Oktober 1938 statt. Es trat Pedro Aguirre Cerda (PAC) unter dem Motto „Pan, Techo y Abrigo“ gegen Alessandris rechtsliberalen Finanzminister Gustavo Ross an („Orden y Trabajo“). Dieser stützte sich auf die Partido Conservador, die Partido Liberal, die Partido Demócrata und den drei Jahre zuvor gegründeten Unternehmerverband Confederación de la Producción y del Comercio (COPROCO, inzwischen CPC).
Die Wahl wurde überschattet durch das Massaker an mehr als 50 jungen Anhängern des Movimiento Nacionalsocialista de Chile, die vor der Wahl versucht hatten zu putschen. Carlos Ibáñez del Campo, der von den Nazis unterstützt worden war, wurde festgenommen und musste seine Kandidatur zurückziehen. Paradoxerweise rief er im Gefängnis zu Wahl von Pedro Aguirre Cerda auf, dem Kandidaten der Frente Popular, einer genuin antifaschistischen Volksfront. Die Wahl verlief sehr knapp, doch konnte der Gewinner Cerda das Amt antreten, nachdem das Militär wie die Römisch-katholische Kirche ihn als Sieger anerkannten und sich gegen einen Putsch aussprachen.
| Präsidentschaftswahl in Chile 1938 Quellen. Wahlergebnisse: Spanische Wikipedia: , , Innenministerium, Servel, Cruz-Coke. Bevölkerung: Nohlen, INE (Memento vom 16. Dezember 2005 im Internet Archive) |           |         |                 |                             |                     |
| Kandidat | Stimmen   | in %    | Partei          | Bündnis                     | Parteiunterstützung |
| Pedro Aguirre Cerda | 227.720   | 51,01 % | Partido Radical | Frente Popular              | PR, PS, PCCh        |
| Gustavo Ross | 218.609   | 48,97 % | Partido Liberal | -                           | PL, PC              |
| Carlos Ibáñez del Campo | 112       | 0,03 %  | unabhängig      | Alianza Popular Libertadora | MNS                 |
| Enthaltung/ungültig | 1.523     | 0,34 %  |                 |                             |                     |
| Insgesamt | 446.441   | 100 %   |                 |                             |                     |
| Wahlbeteiligung |           |         |                 |                             |                     |
| Bevölkerung | 5.023.500 |         |                 |                             |                     |
| Wähler / Bevölkerung | 8,9 %     |         |                 |                             |                     |